# Zingari (film 1920)
Zingari è un film muto del 1920 diretto da Mario Almirante.

## Trama
Il  re degli zingari Jammadar vorrebbe che sua figlia Vielka andasse sposa a Gudlo, uomo del clan, forte e valoroso, ma anche ambizioso e violento. Vielka  invece è innamorata  di Sindel, capo di un clan rivale. Alla morte di Jammadar, Vielka viene incoronata regina, ma a questo
punto, il fiero Sindel, che non aspira a diventare un principe consorte, cerca di abbandonare la donna. Gudlo, perfidamente, ferisce a tradimento Sindel. Ma Vielka, rinunciando alla corona, riacquista l'amore di Sindel e scaccia dal clan Gudlo.

## Produzione
Con interprete principale Italia Almirante Manzini, la diva del muto della casa torinese Fert, la pellicola, che originariamente, ha una lunghezza di 1674 metri (61 minuti circa), ottiene il visto censura n. 15604 il 1º marzo 1920.

Una copia restaurata, dalla Scuola Nazionale di Cinema, di 48 min a 20f/s (1.091 metri) è invece disponibile presso la Cineteca Nazionale ed è stata presentata al festival cinematografico Il cinema ritrovato del 2000.

## Critica
U. Ugoletti in Febo del 5 gennaio 1921: « Un ottimo film. Il soggetto richiamò alla memoria molti elementi romantici sufficientemente sfruttati dal cinematografo, ma tuttavia la vicenda è logica, serrata, avvincente e contiene anche situazioni di una certa originalità. La messa in scena è pressoché impeccabile: fedele e accurata negli interni, assai pittoresca negli esterni. La tecnica è d'una modernità veramente degna d'una Casa che, come la Fert, ha dato a tutta la sua produzione un bene definito carattere di rinnovazione. L'interpretazione è affidata ad un complesso di artisti veramente eccezionale. Su tutti emerge tuttavia Italia Almirante Manzini, che ha saputo creare una parte abbastanza ardua e complicata con un senso di profonda umanità, di vigoroso e caldo intuito interpretativo ».
Carlo Fischer in La Cine-fono del 10 luglio 1921: « Zingari, il nuovo film teatrale edito dalla Fert e interpretata dai migliori elementi della grande editrice torinese, ci ha fatto conoscere un Mario Almirante, al quale è mancata la vena. A parte l'originalità fatalmente scomparsa dalle produzioni moderne,in Zingari è venuta meno anche quella leggerezza di mano nello svolgere con equilibrio e continuità le varie azioni sceniche e interpretative.
Il lavoro ha avuto poi cattiva alleata l'interpretazione della coppia Almirante-Novelli, che ha coadiuvato a sminuire l'importanza e l'interesse del film per l'incertezza della recitazione. L'Almirante Manzini curò più la sua plastica e la bellezza del suo volto che il personaggio che doveva incarnare: [...] se è stato fedelmente riprodotto l'aspetto esteriore, psicologicamente ella non dice niente. Amleto Novelli, costretto in una parte quasi di scorcio, senza rilievo, non poté dare una interpretazione di carattere, per quanto si denoti in lui ottime disposizioni artistiche. Zingari è un film che all'atto della visione si segue volentieri, anzitutto perché si va ad assisterla con la prevenzione di vedere qualche cosa di eccezionale, e poi perché esteriormente il lavoro si presenta sotto l'aspetto di un'edizione dì lusso: splendida fotografia, bella messa in scena, bellissima la protagonista; ma, a visione ultimata, ripensando a tutto l'assieme, si prova una sgradevole impressione di vuoto e ci si accorge che il lavoro presenta lacune immense di indole organica
e soggettiva ».
Zadig in La rivista cinematografica del 10 marzo 1921: « Un lavoro indiscutibilmente in grande stile. E per grande intendo dire che ci è stato dato una volta tanto  il modo di assistere ad un film veramente completo, dove cioè si possa assaporare tutto ciò che il cinematografo può dare di meglio, sia dal lato tecnico che artistico. [...] Ottima la fotografia. Rilevantissimi i quadri di montagna. La Casa Fert può dire d'aver raggiunto con Zingari un vero successo, riuscendo a dimostrare come si possa arrivare anche col semplice ad accontentare realmente il gusto del pubblico ».